# Grand Slam of Darts 2019
De Grand Slam of Darts 2019, ook bekend onder de naam Boylesports Grand Slam of Darts vanwege de sponsor Boylesports, was de dertiende editie van de Grand Slam of Darts georganiseerd door de PDC. Het toernooi werd gehouden van 9 tot en met 17 november in de Aldersley Leisure Village, Wolverhampton.
Titelverdediger was Gerwyn Price, hij won het toernooi in 2018 voor de eerste keer door in de finale Gary Anderson te verslaan. Price haalde ditmaal weer de finale en won weer van een Schot. Hij versloeg Peter Wright met 16-6 en een gemiddelde van 107.86.

## Prijzengeld
Het prijzengeld in 2019 werd verhoogd van £450,000 in 2018 tot £550,000 dit jaar. De winnaar kreeg £125,000.
| Plaats (aantal spelers) | Plaats (aantal spelers) | Prijzengeld (Totaal: £550,000) |
| ----------------------- | ----------------------- | ------------------------------ |
| Winnaar                 | (1)                     | £125,000                       |
| Runner-up               | (1)                     | £65,000                        |
| Halvefinalisten         | (2)                     | £40,000                        |
| Kwartfinalisten         | (4)                     | £20,000                        |
| Laatste 16              | (8)                     | £10,000                        |
| Groepswinnaar bonus     | (8)                     | £3,500                         |
| Derde in groep          | (8)                     | £7,500                         |
| Vierde in groep         | (8)                     | £4,000                         |

## Kwalificatie

### PDC

#### PDC Hoofdtoernooien
Maximaal 16 spelers konden zich via deze toernooien plaatsen, waarbij de positie in de lijst de waarde van de kwalificatie aangaf.
Opmerking: Schuingedrukte spelers waren al gekwalificeerd
| Toernooi                     | Jaar | Positie    | Speler                        | | Gekwalificeerd |
| ---------------------------- | ---- | ---------- | ----------------------------- | --- | -------------- |
| PDC World Darts Championship | 2019 | Winnaar    | Michael van Gerwen            | Michael van Gerwen Gerwyn Price Rob Cross Dimitri Van den Bergh Nathan Aspinall Daryl Gurney Gary Anderson Peter Wright Michael Smith Dave Chisnall Martin Schindler James Wade Danny Noppert Steve Lennon William O'Connor |                |
| Grand Slam of Darts          | 2018 | Winnaar    | Gerwyn Price                  | Michael van Gerwen Gerwyn Price Rob Cross Dimitri Van den Bergh Nathan Aspinall Daryl Gurney Gary Anderson Peter Wright Michael Smith Dave Chisnall Martin Schindler James Wade Danny Noppert Steve Lennon William O'Connor |                |
| Premier League Darts         | 2019 | Winnaar    | Michael van Gerwen            | Michael van Gerwen Gerwyn Price Rob Cross Dimitri Van den Bergh Nathan Aspinall Daryl Gurney Gary Anderson Peter Wright Michael Smith Dave Chisnall Martin Schindler James Wade Danny Noppert Steve Lennon William O'Connor |                |
| World Matchplay              | 2019 | Winnaar    | Rob Cross                     | Michael van Gerwen Gerwyn Price Rob Cross Dimitri Van den Bergh Nathan Aspinall Daryl Gurney Gary Anderson Peter Wright Michael Smith Dave Chisnall Martin Schindler James Wade Danny Noppert Steve Lennon William O'Connor |                |
| World Grand Prix             | 2019 | Winnaar    | Michael van Gerwen            | Michael van Gerwen Gerwyn Price Rob Cross Dimitri Van den Bergh Nathan Aspinall Daryl Gurney Gary Anderson Peter Wright Michael Smith Dave Chisnall Martin Schindler James Wade Danny Noppert Steve Lennon William O'Connor |                |
| PDC World Youth Championship | 2018 | Winnaar    | Dimitri Van den Bergh         | Michael van Gerwen Gerwyn Price Rob Cross Dimitri Van den Bergh Nathan Aspinall Daryl Gurney Gary Anderson Peter Wright Michael Smith Dave Chisnall Martin Schindler James Wade Danny Noppert Steve Lennon William O'Connor |                |
| The Masters                  | 2019 | Winnaar    | Michael van Gerwen            | Michael van Gerwen Gerwyn Price Rob Cross Dimitri Van den Bergh Nathan Aspinall Daryl Gurney Gary Anderson Peter Wright Michael Smith Dave Chisnall Martin Schindler James Wade Danny Noppert Steve Lennon William O'Connor |                |
| UK Open                      | 2019 | Winnaar    | Nathan Aspinall               | Michael van Gerwen Gerwyn Price Rob Cross Dimitri Van den Bergh Nathan Aspinall Daryl Gurney Gary Anderson Peter Wright Michael Smith Dave Chisnall Martin Schindler James Wade Danny Noppert Steve Lennon William O'Connor |                |
| European Darts Championship  | 2019 | Winnaar    | Rob Cross                     | Michael van Gerwen Gerwyn Price Rob Cross Dimitri Van den Bergh Nathan Aspinall Daryl Gurney Gary Anderson Peter Wright Michael Smith Dave Chisnall Martin Schindler James Wade Danny Noppert Steve Lennon William O'Connor |                |
| Players Championship Finals  | 2018 | Winnaar    | Daryl Gurney                  | Michael van Gerwen Gerwyn Price Rob Cross Dimitri Van den Bergh Nathan Aspinall Daryl Gurney Gary Anderson Peter Wright Michael Smith Dave Chisnall Martin Schindler James Wade Danny Noppert Steve Lennon William O'Connor |                |
| Champions League of Darts    | 2019 | Winnaar    | Michael van Gerwen            | Michael van Gerwen Gerwyn Price Rob Cross Dimitri Van den Bergh Nathan Aspinall Daryl Gurney Gary Anderson Peter Wright Michael Smith Dave Chisnall Martin Schindler James Wade Danny Noppert Steve Lennon William O'Connor |                |
| World Series of Darts        | 2019 | Winnaar    | Michael van Gerwen            | Michael van Gerwen Gerwyn Price Rob Cross Dimitri Van den Bergh Nathan Aspinall Daryl Gurney Gary Anderson Peter Wright Michael Smith Dave Chisnall Martin Schindler James Wade Danny Noppert Steve Lennon William O'Connor |                |
| World Cup of Darts           | 2019 | Winnaars   | Gary Anderson Peter Wright    | Michael van Gerwen Gerwyn Price Rob Cross Dimitri Van den Bergh Nathan Aspinall Daryl Gurney Gary Anderson Peter Wright Michael Smith Dave Chisnall Martin Schindler James Wade Danny Noppert Steve Lennon William O'Connor |                |
| PDC World Darts Championship | 2019 | Runner-up  | Michael Smith                 | Michael van Gerwen Gerwyn Price Rob Cross Dimitri Van den Bergh Nathan Aspinall Daryl Gurney Gary Anderson Peter Wright Michael Smith Dave Chisnall Martin Schindler James Wade Danny Noppert Steve Lennon William O'Connor |                |
| Grand Slam of Darts          | 2018 | Runner-up  | Gary Anderson                 | Michael van Gerwen Gerwyn Price Rob Cross Dimitri Van den Bergh Nathan Aspinall Daryl Gurney Gary Anderson Peter Wright Michael Smith Dave Chisnall Martin Schindler James Wade Danny Noppert Steve Lennon William O'Connor |                |
| Premier League Darts         | 2019 | Runner-up  | Rob Cross                     | Michael van Gerwen Gerwyn Price Rob Cross Dimitri Van den Bergh Nathan Aspinall Daryl Gurney Gary Anderson Peter Wright Michael Smith Dave Chisnall Martin Schindler James Wade Danny Noppert Steve Lennon William O'Connor |                |
| World Matchplay              | 2019 | Runner-up  | Michael Smith                 | Michael van Gerwen Gerwyn Price Rob Cross Dimitri Van den Bergh Nathan Aspinall Daryl Gurney Gary Anderson Peter Wright Michael Smith Dave Chisnall Martin Schindler James Wade Danny Noppert Steve Lennon William O'Connor |                |
| World Grand Prix             | 2019 | Runner-up  | Dave Chisnall                 | Michael van Gerwen Gerwyn Price Rob Cross Dimitri Van den Bergh Nathan Aspinall Daryl Gurney Gary Anderson Peter Wright Michael Smith Dave Chisnall Martin Schindler James Wade Danny Noppert Steve Lennon William O'Connor |                |
| PDC World Youth Championship | 2018 | Runner-up  | Martin Schindler              | Michael van Gerwen Gerwyn Price Rob Cross Dimitri Van den Bergh Nathan Aspinall Daryl Gurney Gary Anderson Peter Wright Michael Smith Dave Chisnall Martin Schindler James Wade Danny Noppert Steve Lennon William O'Connor |                |
| The Masters                  | 2019 | Runner-up  | James Wade                    | Michael van Gerwen Gerwyn Price Rob Cross Dimitri Van den Bergh Nathan Aspinall Daryl Gurney Gary Anderson Peter Wright Michael Smith Dave Chisnall Martin Schindler James Wade Danny Noppert Steve Lennon William O'Connor |                |
| UK Open                      | 2019 | Runner-up  | Rob Cross                     | Michael van Gerwen Gerwyn Price Rob Cross Dimitri Van den Bergh Nathan Aspinall Daryl Gurney Gary Anderson Peter Wright Michael Smith Dave Chisnall Martin Schindler James Wade Danny Noppert Steve Lennon William O'Connor |                |
| European Darts Championship  | 2019 | Runner-up  | Gerwyn Price                  | Michael van Gerwen Gerwyn Price Rob Cross Dimitri Van den Bergh Nathan Aspinall Daryl Gurney Gary Anderson Peter Wright Michael Smith Dave Chisnall Martin Schindler James Wade Danny Noppert Steve Lennon William O'Connor |                |
| Players Championship Finals  | 2018 | Runner-up  | Michael van Gerwen            | Michael van Gerwen Gerwyn Price Rob Cross Dimitri Van den Bergh Nathan Aspinall Daryl Gurney Gary Anderson Peter Wright Michael Smith Dave Chisnall Martin Schindler James Wade Danny Noppert Steve Lennon William O'Connor |                |
| Champions League of Darts    | 2019 | Runner-up  | Peter Wright                  | Michael van Gerwen Gerwyn Price Rob Cross Dimitri Van den Bergh Nathan Aspinall Daryl Gurney Gary Anderson Peter Wright Michael Smith Dave Chisnall Martin Schindler James Wade Danny Noppert Steve Lennon William O'Connor |                |
| World Series of Darts        | 2019 | Runner-up  | Danny Noppert                 | Michael van Gerwen Gerwyn Price Rob Cross Dimitri Van den Bergh Nathan Aspinall Daryl Gurney Gary Anderson Peter Wright Michael Smith Dave Chisnall Martin Schindler James Wade Danny Noppert Steve Lennon William O'Connor |                |
| World Cup of Darts           | 2019 | Runners-up | Steve Lennon William O'Connor | Michael van Gerwen Gerwyn Price Rob Cross Dimitri Van den Bergh Nathan Aspinall Daryl Gurney Gary Anderson Peter Wright Michael Smith Dave Chisnall Martin Schindler James Wade Danny Noppert Steve Lennon William O'Connor |                |

#### PDC European Tour
Als er zich via de PDC hoofdtoernooien minder dan 16 spelers kwalificeerden werden de resterende plaatsen aangevuld via kwalificatie in reservetoernooien. De eerste reeks toernooien waar kwalificatie afgedwongen kan worden waren de European Tour toernooien van de PDC Pro Tour 2019.
| Toernooi               | Evenement                   | Positie | Speler             |
| ---------------------- | --------------------------- | ------- | ------------------ |
| PDC European Tour 2019 | European Darts Open         | Winnaar | Michael van Gerwen |
| PDC European Tour 2019 | German Darts Championship   | Winnaar | Daryl Gurney       |
| PDC European Tour 2019 | German Darts Grand Prix     | Winnaar | Michael van Gerwen |
| PDC European Tour 2019 | German Darts Open           | Winnaar | Michael van Gerwen |
| PDC European Tour 2019 | Austrian Darts Open         | Winnaar | Michael van Gerwen |
| PDC European Tour 2019 | European Darts Grand Prix   | Winnaar | Ian White          |
| PDC European Tour 2019 | Dutch Darts Masters         | Winnaar | Ian White          |
| PDC European Tour 2019 | Danish Darts Open           | Winnaar | Dave Chisnall      |
| PDC European Tour 2019 | Czech Darts Open            | Winnaar | Jamie Hughes       |
| PDC European Tour 2019 | Austrian Darts Championship | Winnaar | Mensur Suljović    |
| PDC European Tour 2019 | European Darts Matchplay    | Winnaar | Joe Cullen         |
| PDC European Tour 2019 | International Darts Open    | Winnaar | Gerwyn Price       |
| PDC European Tour 2019 | Gibraltar Darts Trophy      | Winnaar | Krzysztof Ratajski |

 Ian White werd zodoende de zestiende geplaatste speler voor de Grand Slam of Darts 2019.
Als er zich via de PDC hoofdtoernooien en de European Tour minder dan zestien spelers zouden hebben gekwalificeerd, dan zouden de resterende plaatsen aangevuld worden met reservetoernooien. De tweede reeks toernooien waarmee de kwalificatie afgedwongen kon worden waren de Players Championships toernooien van de PDC Pro Tour 2019. Dit was dit jaar echter niet nodig.

#### PDC Qualifiers
Nog acht andere plaatsen voor de Grand Slam of Darts werden vergeven tijdens een PDC Qualifier die november 2019 gehouden werd in Wigan.
- Gabriel Clemens
- Ryan Harrington
- Robert Thornton
- Brendan Dolan
- Jamie Hughes
- Darren Webster
- Ross Smith
- Adrian Lewis

### BDO

#### BDO hoofdtoernooien
Dit toernooi is uniek, omdat er zich, naast darters uit de PDC, ook een aantal darters uit de BDO kwalificeren. Drie spelers plaatsten zich door deelname aan een hoofdtoernooi van de BDO.
| Toernooi                     | Jaar | Positie         | Speler        |
| ---------------------------- | ---- | --------------- | ------------- |
| BDO World Darts Championship | 2019 | Winnaar Mannen  | Glen Durrant  |
| BDO World Darts Championship | 2019 | Winnaar Vrouwen | Mikuru Suzuki |
| BDO World Trophy             | 2019 | Winnaar         | Jim Williams  |

#### BDO Ranking Qualifiers
De nummers 1 van de BDO bij zowel de mannen als de vrouwen werden uitgenodigd.
- Wesley Harms
- Lisa Ashton

Daarnaast werden er nog drie plaatsen vergeven namens de BDO. Dit waren de nummers 2, 3 en 4 bij de mannen van de BDO Ranking.
- Richard Veenstra
- Dave Parletti
- Wayne Warren

## Toernooioverzicht

### Potindeling
In Pot A kwamen de top 8 van de PDC Order of Merit. Deze spelers waren geplaatst. In Pot B kwamen de acht overige spelers die zich geplaatst hadden via de hoofdtoernooien. In Pot C de acht spelers die zich geplaatst hadden via de PDC Qualifier. In Pot D kwamen de acht BDO-spelers.
| Pot A | Pot B | Pot C | Pot D |
| --- | --- | --- | --- |
| Michael van Gerwen (1) Rob Cross (2) Michael Smith (3) Gary Anderson (4) Gerwyn Price (5) Daryl Gurney (6) Peter Wright (7) James Wade (8) | Dave Chisnall Ian White Nathan Aspinall Adrian Lewis Darren Webster Dimitri Van den Bergh Danny Noppert Brendan Dolan | Steve Lennon William O'Connor Gabriel Clemens Ross Smith Martin Schindler Jamie Hughes Robert Thornton Ryan Harrington | Glen Durrant Mikuru Suzuki Jim Williams Wesley Harms Lisa Ashton Richard Veenstra Dave Parletti Wayne Warren |

### Groepsfase
| Legenda kleuren in de tabellen                                 |
| -------------------------------------------------------------- |
| Groepswinnaars en nummers twee gaan door naar de tweede ronde. |
| Uitgeschakeld                                                  |

#### Groep A
| Datum   | Speler             | Gemiddelde | Score | Gemiddelde | Speler       |
| ------- | ------------------ | ---------- | ----- | ---------- | ------------ |
| 9 nov.  | Michael van Gerwen | (97.89)    | 5 – 2 | (83.34)    | Jim Williams |
| 9 nov.  | Adrian Lewis       | (87.48)    | 5 – 2 | (86.11)    | Ross Smith   |
| 10 nov. | Michael van Gerwen | (104.53)   | 5 – 2 | (96.29)    | Adrian Lewis |
| 10 nov. | Ross Smith         | (85.63)    | 1 – 5 | (92.35)    | Jim Williams |
| 12 nov. | Michael van Gerwen | (111.38)   | 5 – 2 | (101.10)   | Ross Smith   |
| 12 nov. | Adrian Lewis       | (96.69)    | 5 – 3 | (91.38)    | Jim Williams |

| Pos. | Speler                 | Wedstrijden | Wedstrijden | Wedstrijden | Legs | Legs | Legs  | Punten |
| ---- | ---------------------- | ----------- | ----------- | ----------- | ---- | ---- | ----- | ------ |
| Pos. | Speler                 | G           | W           | V           | LV   | LT   | Saldo | Punten |
| 1    | Michael van Gerwen (1) | 3           | 3           | 0           | 15   | 6    | +9    | 6      |
| 2    | Adrian Lewis           | 3           | 2           | 1           | 12   | 10   | +2    | 4      |
| 3    | Jim Williams           | 3           | 1           | 2           | 10   | 11   | -1    | 2      |
| 4    | Ross Smith             | 3           | 0           | 3           | 5    | 15   | -10   | 0      |

#### Groep B
| Datum   | Speler       | Gemiddelde | Score | Gemiddelde | Speler       |
| ------- | ------------ | ---------- | ----- | ---------- | ------------ |
| 9 nov.  | James Wade   | (93.72)    | 5 – 2 | (86.78)    | Wesley Harms |
| 9 nov.  | Ian White    | (88.94)    | 5 – 2 | (90.42)    | Steve Lennon |
| 10 nov. | James Wade   | (99.84)    | 5 – 4 | (98.17)    | Ian White    |
| 10 nov. | Steve Lennon | (88.31)    | 5 – 4 | (82.78)    | Wesley Harms |
| 12 nov. | James Wade   | (86.66)    | 4 – 5 | (91.73)    | Steve Lennon |
| 12 nov. | Ian White    | (97.09)    | 5 – 4 | (97.66)    | Wesley Harms |

| Pos. | Speler         | Wedstrijden | Wedstrijden | Wedstrijden | Legs | Legs | Legs  | Punten |
| ---- | -------------- | ----------- | ----------- | ----------- | ---- | ---- | ----- | ------ |
| Pos. | Speler         | G           | W           | V           | LV   | LT   | Saldo | Punten |
| 1    | James Wade (8) | 3           | 2           | 1           | 14   | 11   | +3    | 4      |
| 2    | Ian White      | 3           | 2           | 1           | 14   | 11   | +3    | 4      |
| 3    | Steve Lennon   | 3           | 2           | 1           | 12   | 13   | -1    | 4      |
| 4    | Wesley Harms   | 3           | 0           | 3           | 10   | 15   | -5    | 0      |

#### Groep C
| Datum   | Speler                | Gemiddelde | Score | Gemiddelde | Speler                |
| ------- | --------------------- | ---------- | ----- | ---------- | --------------------- |
| 9 nov.  | Gerwyn Price          | (88.21)    | 5 – 3 | (84.24)    | Mikuru Suzuki         |
| 9 nov.  | Dimitri Van den Bergh | (95.44)    | 4 – 5 | (91.46)    | Robert Thornton       |
| 10 nov. | Gerwyn Price          | (92.12)    | 5 – 4 | (93.26)    | Robert Thornton       |
| 10 nov. | Dimitri Van den Bergh | (90.80)    | 5 – 1 | (84.65)    | Mikuru Suzuki         |
| 12 nov. | Gerwyn Price          | (97.14)    | 5 – 2 | (91.59)    | Dimitri Van den Bergh |
| 12 nov. | Robert Thornton       | (94.25)    | 5 – 3 | (85.60)    | Mikuru Suzuki         |

| Pos. | Speler                | Wedstrijden | Wedstrijden | Wedstrijden | Legs | Legs | Legs  | Punten |
| ---- | --------------------- | ----------- | ----------- | ----------- | ---- | ---- | ----- | ------ |
| Pos. | Speler                | G           | W           | V           | LV   | LT   | Saldo | Punten |
| 1    | Gerwyn Price (5)      | 3           | 3           | 0           | 15   | 9    | +6    | 6      |
| 2    | Robert Thornton       | 3           | 2           | 1           | 14   | 12   | +2    | 4      |
| 3    | Dimitri Van den Bergh | 3           | 1           | 2           | 11   | 11   | 0     | 2      |
| 4    | Mikuru Suzuki         | 3           | 0           | 3           | 7    | 15   | -8    | 0      |

#### Groep D
| Datum   | Speler           | Gemiddelde | Score | Gemiddelde | Speler           |
| ------- | ---------------- | ---------- | ----- | ---------- | ---------------- |
| 9 nov.  | Gary Anderson    | (94.75)    | 5 – 1 | (86.20)    | Dave Parletti    |
| 9 nov.  | Darren Webster   | (96.70)    | 3 – 5 | (85.05)    | William O'Connor |
| 10 nov. | Gary Anderson    | (105.08)   | 5 – 3 | (92.21)    | William O'Connor |
| 10 nov. | Darren Webster   | (91.61)    | 5 – 2 | (85.05)    | Dave Parletti    |
| 12 nov. | Gary Anderson    | (97.17)    | 4 – 5 | (100.86)   | Darren Webster   |
| 12 nov. | William O'Connor | (88.87)    | 2 – 5 | (83.97)    | Dave Parletti    |

| Pos. | Speler            | Wedstrijden | Wedstrijden | Wedstrijden | Legs | Legs | Legs  | Punten |
| ---- | ----------------- | ----------- | ----------- | ----------- | ---- | ---- | ----- | ------ |
| Pos. | Speler            | G           | W           | V           | LV   | LT   | Saldo | Punten |
| 1    | Gary Anderson (4) | 3           | 2           | 1           | 14   | 9    | +5    | 4      |
| 2    | Darren Webster    | 3           | 2           | 1           | 13   | 11   | +2    | 4      |
| 3    | William O'Connor  | 3           | 1           | 2           | 10   | 13   | -3    | 2      |
| 4    | Dave Parletti     | 3           | 1           | 2           | 8    | 12   | -4    | 2      |

#### Groep E
| Datum   | Speler        | Gemiddelde | Score | Gemiddelde | Speler        |
| ------- | ------------- | ---------- | ----- | ---------- | ------------- |
| 9 nov.  | Rob Cross     | (93.19)    | 5 – 2 | (80.70)    | Lisa Ashton   |
| 9 nov.  | Dave Chisnall | (97.19)    | 5 – 3 | (95.75)    | Jamie Hughes  |
| 10 nov. | Rob Cross     | (95.19)    | 3 – 5 | (94.61)    | Dave Chisnall |
| 10 nov. | Jamie Hughes  | (94.42)    | 5 – 1 | (86.80)    | Lisa Ashton   |
| 11 nov. | Rob Cross     | (92.10)    | 5 – 4 | (85.65)    | Jamie Hughes  |
| 11 nov. | Dave Chisnall | (94.61)    | 5 – 1 | (82.50)    | Lisa Ashton   |

| Pos. | Speler        | Wedstrijden | Wedstrijden | Wedstrijden | Legs | Legs | Legs  | Punten |
| ---- | ------------- | ----------- | ----------- | ----------- | ---- | ---- | ----- | ------ |
| Pos. | Speler        | G           | W           | V           | LV   | LT   | Saldo | Punten |
| 1    | Dave Chisnall | 3           | 3           | 0           | 15   | 7    | +8    | 6      |
| 2    | Rob Cross (2) | 3           | 2           | 1           | 13   | 11   | +2    | 4      |
| 3    | Jamie Hughes  | 3           | 1           | 2           | 12   | 11   | +1    | 2      |
| 4    | Lisa Ashton   | 3           | 0           | 3           | 4    | 15   | -11   | 0      |

#### Groep F
| Datum   | Speler          | Gemiddelde | Score | Gemiddelde | Speler          |
| ------- | --------------- | ---------- | ----- | ---------- | --------------- |
| 9 nov.  | Peter Wright    | (98.16)    | 5 – 2 | (88.65)    | Wayne Warren    |
| 9 nov.  | Danny Noppert   | (95.34)    | 4 – 5 | (93.65)    | Ryan Harrington |
| 10 nov. | Peter Wright    | (101.11)   | 5 – 2 | (86.34)    | Ryan Harrington |
| 10 nov. | Danny Noppert   | (97.50)    | 5 – 1 | (92.46)    | Wayne Warren    |
| 11 nov. | Peter Wright    | (99.77)    | 5 – 2 | (98.58)    | Danny Noppert   |
| 11 nov. | Ryan Harrington | (78.58)    | 5 – 1 | (74.72)    | Wayne Warren    |

| Pos. | Speler           | Wedstrijden | Wedstrijden | Wedstrijden | Legs | Legs | Legs  | Punten |
| ---- | ---------------- | ----------- | ----------- | ----------- | ---- | ---- | ----- | ------ |
| Pos. | Speler           | G           | W           | V           | LV   | LT   | Saldo | Punten |
| 1    | Peter Wright (7) | 3           | 3           | 0           | 15   | 6    | +9    | 6      |
| 2    | Ryan Harrington  | 3           | 2           | 1           | 12   | 10   | +2    | 4      |
| 3    | Danny Noppert    | 3           | 1           | 2           | 11   | 11   | 0     | 2      |
| 4    | Wayne Warren     | 3           | 0           | 3           | 4    | 15   | -11   | 0      |

#### Groep G
| Datum   | Speler          | Gemiddelde | Score | Gemiddelde | Speler           |
| ------- | --------------- | ---------- | ----- | ---------- | ---------------- |
| 9 nov.  | Daryl Gurney    | (91.65)    | 5 – 0 | (75.69)    | Richard Veenstra |
| 9 nov.  | Brendan Dolan   | (92.55)    | 1 – 5 | (99.40)    | Gabriel Clemens  |
| 10 nov. | Daryl Gurney    | (100.80)   | 4 – 5 | (97.43)    | Gabriel Clemens  |
| 10 nov. | Brendan Dolan   | (91.56)    | 5 – 1 | (79.76)    | Richard Veenstra |
| 11 nov. | Daryl Gurney    | (95.03)    | 5 – 2 | (92.34)    | Brendan Dolan    |
| 11 nov. | Gabriel Clemens | (110.27)   | 5 – 2 | (90.26)    | Richard Veenstra |

| Pos. | Speler           | Wedstrijden | Wedstrijden | Wedstrijden | Legs | Legs | Legs  | Punten |
| ---- | ---------------- | ----------- | ----------- | ----------- | ---- | ---- | ----- | ------ |
| Pos. | Speler           | G           | W           | V           | LV   | LT   | Saldo | Punten |
| 1    | Gabriel Clemens  | 3           | 3           | 0           | 15   | 7    | +8    | 6      |
| 2    | Daryl Gurney (6) | 3           | 2           | 1           | 14   | 7    | +7    | 4      |
| 3    | Brendan Dolan    | 3           | 1           | 2           | 8    | 11   | -3    | 2      |
| 4    | Richard Veenstra | 3           | 0           | 3           | 3    | 15   | -12   | 0      |

#### Groep H
| Datum   | Speler           | Gemiddelde | Score | Gemiddelde | Speler           |
| ------- | ---------------- | ---------- | ----- | ---------- | ---------------- |
| 9 nov.  | Michael Smith    | (99.28)    | 5 – 3 | (93.08)    | Glen Durrant     |
| 9 nov.  | Nathan Aspinall  | (98.88)    | 5 – 0 | (91.54)    | Martin Schindler |
| 10 nov. | Michael Smith    | (113.62)   | 5 – 1 | (104.65)   | Nathan Aspinall  |
| 10 nov. | Martin Schindler | (88.74)    | 4 – 5 | (89.52)    | Glen Durrant     |
| 11 nov. | Michael Smith    | (91.38)    | 5 – 4 | (86.18)    | Martin Schindler |
| 11 nov. | Nathan Aspinall  | (86.26)    | 0 – 5 | (86.38)    | Glen Durrant     |

| Pos. | Speler            | Wedstrijden | Wedstrijden | Wedstrijden | Legs | Legs | Legs  | Punten |
| ---- | ----------------- | ----------- | ----------- | ----------- | ---- | ---- | ----- | ------ |
| Pos. | Speler            | G           | W           | V           | LV   | LT   | Saldo | Punten |
| 1    | Michael Smith (3) | 3           | 3           | 0           | 15   | 8    | +7    | 6      |
| 2    | Glen Durrant      | 3           | 2           | 1           | 13   | 9    | +4    | 4      |
| 3    | Nathan Aspinall   | 3           | 1           | 2           | 6    | 10   | -4    | 2      |
| 4    | Martin Schindler  | 3           | 0           | 3           | 8    | 15   | -7    | 0      |

### Knockout-fase
|  | Tweede ronde (best of 19 legs) 13–14 november | Tweede ronde (best of 19 legs) 13–14 november | Tweede ronde (best of 19 legs) 13–14 november |    |                        | Kwartfinale (best of 31 legs) 15–16 november | Kwartfinale (best of 31 legs) 15–16 november | Kwartfinale (best of 31 legs) 15–16 november |  |   | Halve finale (best of 31 legs) 17 november | Halve finale (best of 31 legs) 17 november | Halve finale (best of 31 legs) 17 november |  |   | Finale (best of 31 legs) 17 november | Finale (best of 31 legs) 17 november | Finale (best of 31 legs) 17 november |
|  |                                               |                                               |                                               |    |                        |                                              |                                              |                                              |  |   |                                            |                                            |                                            |  |   |                                      |                                      |                                      |
|  | A1                                            | Michael van Gerwen (101.41)                   | 10                                            |    |                        |                                              |                                              |                                              |  |   |                                            |                                            |                                            |  |   |                                      |                                      |                                      |
|  | B2                                            | Ian White (97.50)                             | 7                                             |    |                        |                                              |                                              |                                              |  |   |                                            |                                            |                                            |  |   |                                      |                                      |                                      |
|  | B2                                            | Ian White (97.50)                             | 7                                             |    | 1                      | Michael van Gerwen (103.05)                  | 16                                           |                                              |  |   |                                            |                                            |                                            |  |   |                                      |                                      |                                      |
|  |                                               |                                               |                                               |    | 1                      | Michael van Gerwen (103.05)                  | 16                                           |                                              |  |   |                                            |                                            |                                            |  |   |                                      |                                      |                                      |
|  |                                               |                                               | Adrian Lewis (86.28)                          | 6  |                        |                                              |                                              |                                              |  |   |                                            |                                            |                                            |  |   |                                      |                                      |                                      |
|  | B1                                            | James Wade (93.23)                            | Adrian Lewis (86.28)                          | 6  | 9                      |                                              |                                              |                                              |  |   |                                            |                                            |                                            |  |   |                                      |                                      |                                      |
|  | B1                                            | James Wade (93.23)                            |                                               |    | 9                      |                                              |                                              |                                              |  |   |                                            |                                            |                                            |  |   |                                      |                                      |                                      |
|  | A2                                            | Adrian Lewis (95.99)                          | 10                                            |    |                        |                                              |                                              |                                              |  |   |                                            |                                            |                                            |  |   |                                      |                                      |                                      |
|  | A2                                            | Adrian Lewis (95.99)                          | 10                                            |    |                        |                                              |                                              |                                              |  | 1 | Michael van Gerwen (101.91)                | 12                                         |                                            |  |   |                                      |                                      |                                      |
|  |                                               |                                               |                                               |    |                        |                                              |                                              |                                              |  | 1 | Michael van Gerwen (101.91)                | 12                                         |                                            |  |   |                                      |                                      |                                      |
|  |                                               | 5                                             | Gerwyn Price (100.73)                         | 16 |                        |                                              |                                              |                                              |  |   |                                            |                                            |                                            |  |   |                                      |                                      |                                      |
|  | C1                                            | 5                                             | Gerwyn Price (100.73)                         | 16 | Gerwyn Price (98.75)   | 10                                           |                                              |                                              |  |   |                                            |                                            |                                            |  |   |                                      |                                      |                                      |
|  | C1                                            |                                               |                                               |    | Gerwyn Price (98.75)   | 10                                           |                                              |                                              |  |   |                                            |                                            |                                            |  |   |                                      |                                      |                                      |
|  | D2                                            | Darren Webster (90.56)                        | 1                                             |    |                        |                                              |                                              |                                              |  |   |                                            |                                            |                                            |  |   |                                      |                                      |                                      |
|  | D2                                            | Darren Webster (90.56)                        | 1                                             |    | 5                      | Gerwyn Price (95.69)                         | 16                                           |                                              |  |   |                                            |                                            |                                            |  |   |                                      |                                      |                                      |
|  |                                               |                                               |                                               |    | 5                      | Gerwyn Price (95.69)                         | 16                                           |                                              |  |   |                                            |                                            |                                            |  |   |                                      |                                      |                                      |
|  |                                               | 4                                             | Gary Anderson (91.37)                         | 9  |                        |                                              |                                              |                                              |  |   |                                            |                                            |                                            |  |   |                                      |                                      |                                      |
|  | D1                                            | 4                                             | Gary Anderson (91.37)                         | 9  | Gary Anderson (90.97)  | 10                                           |                                              |                                              |  |   |                                            |                                            |                                            |  |   |                                      |                                      |                                      |
|  | D1                                            |                                               |                                               |    | Gary Anderson (90.97)  | 10                                           |                                              |                                              |  |   |                                            |                                            |                                            |  |   |                                      |                                      |                                      |
|  | C2                                            | Robert Thornton (87.36)                       | 8                                             |    |                        |                                              |                                              |                                              |  |   |                                            |                                            |                                            |  |   |                                      |                                      |                                      |
|  | C2                                            | Robert Thornton (87.36)                       | 8                                             |    |                        |                                              |                                              |                                              |  |   |                                            |                                            |                                            |  | 5 | Gerwyn Price (107.86)                | 16                                   |                                      |
|  |                                               |                                               |                                               |    |                        |                                              |                                              |                                              |  |   |                                            |                                            |                                            |  | 5 | Gerwyn Price (107.86)                | 16                                   |                                      |
|  |                                               | 7                                             | Peter Wright (96.28)                          | 6  |                        |                                              |                                              |                                              |  |   |                                            |                                            |                                            |  |   |                                      |                                      |                                      |
|  | E1                                            | 7                                             | Peter Wright (96.28)                          | 6  | Dave Chisnall (102.02) | 10                                           |                                              |                                              |  |   |                                            |                                            |                                            |  |   |                                      |                                      |                                      |
|  | E1                                            |                                               |                                               |    | Dave Chisnall (102.02) | 10                                           |                                              |                                              |  |   |                                            |                                            |                                            |  |   |                                      |                                      |                                      |
|  | F2                                            | Ryan Harrington (96.47)                       | 3                                             |    |                        |                                              |                                              |                                              |  |   |                                            |                                            |                                            |  |   |                                      |                                      |                                      |
|  | F2                                            | Ryan Harrington (96.47)                       | 3                                             |    |                        | Dave Chisnall (98.64)                        | 12                                           |                                              |  |   |                                            |                                            |                                            |  |   |                                      |                                      |                                      |
|  |                                               |                                               |                                               |    |                        | Dave Chisnall (98.64)                        | 12                                           |                                              |  |   |                                            |                                            |                                            |  |   |                                      |                                      |                                      |
|  |                                               | 7                                             | Peter Wright (101.25)                         | 16 |                        |                                              |                                              |                                              |  |   |                                            |                                            |                                            |  |   |                                      |                                      |                                      |
|  | F1                                            | 7                                             | Peter Wright (101.25)                         | 16 | Peter Wright (98.59)   | 10                                           |                                              |                                              |  |   |                                            |                                            |                                            |  |   |                                      |                                      |                                      |
|  | F1                                            |                                               |                                               |    | Peter Wright (98.59)   | 10                                           |                                              |                                              |  |   |                                            |                                            |                                            |  |   |                                      |                                      |                                      |
|  | E2                                            | Rob Cross (89.06)                             | 3                                             |    |                        |                                              |                                              |                                              |  |   |                                            |                                            |                                            |  |   |                                      |                                      |                                      |
|  | E2                                            | Rob Cross (89.06)                             | 3                                             |    |                        |                                              |                                              |                                              |  | 7 | Peter Wright (97.34)                       | 16                                         |                                            |  |   |                                      |                                      |                                      |
|  |                                               |                                               |                                               |    |                        |                                              |                                              |                                              |  | 7 | Peter Wright (97.34)                       | 16                                         |                                            |  |   |                                      |                                      |                                      |
|  |                                               |                                               | Glen Durrant (94.28)                          | 11 |                        |                                              |                                              |                                              |  |   |                                            |                                            |                                            |  |   |                                      |                                      |                                      |
|  | G1                                            | Gabriel Clemens (98.34)                       | Glen Durrant (94.28)                          | 11 | 9                      |                                              |                                              |                                              |  |   |                                            |                                            |                                            |  |   |                                      |                                      |                                      |
|  | G1                                            | Gabriel Clemens (98.34)                       |                                               |    | 9                      |                                              |                                              |                                              |  |   |                                            |                                            |                                            |  |   |                                      |                                      |                                      |
|  | H2                                            | Glen Durrant (96.47)                          | 10                                            |    |                        |                                              |                                              |                                              |  |   |                                            |                                            |                                            |  |   |                                      |                                      |                                      |
|  | H2                                            | Glen Durrant (96.47)                          | 10                                            |    |                        | Glen Durrant (98.15)                         | 16                                           |                                              |  |   |                                            |                                            |                                            |  |   |                                      |                                      |                                      |
|  |                                               |                                               |                                               |    |                        | Glen Durrant (98.15)                         | 16                                           |                                              |  |   |                                            |                                            |                                            |  |   |                                      |                                      |                                      |
|  |                                               | 3                                             | Michael Smith (97.95)                         | 12 |                        |                                              |                                              |                                              |  |   |                                            |                                            |                                            |  |   |                                      |                                      |                                      |
|  | H1                                            | 3                                             | Michael Smith (97.95)                         | 12 | Michael Smith (101.56) | 10                                           |                                              |                                              |  |   |                                            |                                            |                                            |  |   |                                      |                                      |                                      |
|  | H1                                            |                                               |                                               |    | Michael Smith (101.56) | 10                                           |                                              |                                              |  |   |                                            |                                            |                                            |  |   |                                      |                                      |                                      |
|  | G2                                            | Daryl Gurney (100.49)                         | 7                                             |    |                        |                                              |                                              |                                              |  |   |                                            |                                            |                                            |  |   |                                      |                                      |                                      |

2007 · 2008 · 2009 · 2010 · 2011 · 2012 · 2013 · 2014 · 2015 · 2016 · 2017 · 2018 · 2019 · 2020 · 2021 · 2022 · 2023 · 2024 · 2025